# Microgobius meeki
Microgobius meeki är en fiskart som beskrevs av Barton Warren Evermann och Marsh, 1899. Microgobius meeki ingår i släktet Microgobius och familjen smörbultsfiskar. Inga underarter finns listade i Catalogue of Life.